# بازنده (فیلم)
بازنده فیلمی به کارگردانی قاسم جعفری، نویسندگی علیرضا کاظمی‌پور و تهیه‌کنندگی منوچهر زبردست و داریوش بابائیان محصول سال ۱۳۸۳ است. این فیلم در تاریخ ۱۹ فروردین ۱۳۸۳ در تهران شروع به فیلم‌برداری شد.

## خلاصه فیلم
سامان (محمدرضا فروتن) که پنج سال پناهنده سیاسی بوده، به کشور برمی گردد. تبسم (میترا حجار) که پیش از سفر سامان، نامزد او بوده به استقبالش می‌آید و به می‌گوید دیگر ادامه رابطه آنها ممکن نیست چون او سه ماه است که ازدواج کرده. سامان آشفته می‌شود و بیژن برادرش که حال او را می‌بیند، سعی می‌کند دلداری اش بدهد. سامان از فرط ناامیدی خودکشی می‌کند، اما بیژن نجاتش می‌دهد. سامان به سراغ حمید (حمید گودرزی) ـ شوهر تبسم می‌رود و با یادآوری گذشته اش و تأکید بر این که تبسم به اجبار با او ازدواج کرده، از او می‌خواهد که تبسم را طلاق بدهد، اما حمید نمی‌پذیرد. سامان به بهانه‌های مختلف سر راه حمید قرار می‌گیرد و پس از یک درگیری، پای آنها به کلانتری باز می‌شود. سامان با قید ضمانت آزاد می‌شود، اما پی می‌برد که حمید و تبسم به ویلایی در شمال رفته‌اند. سامان شبانه آنجا می‌رود و پس از درگیری با حمید، او را می‌کشد و با زخمی کردن تبسم، او را می‌دزدد. سامان به نوعی به تبسم می‌قبولاند که حرف‌هایش را بپذیرد و با او خوشبخت خواهد شد. او با کمک برادرش جنازه حمید را در جنگل دفن می‌کند و در حالی که برادرش مقدمات خروج آنها از کشور را فراهم کرده، تبسم توسط پلیس دستگیر می‌شود، اما دوباره می‌گریزد و حتی کمک می‌کند که سامان نیز از دست پلیس فرار کند. آن دو هم پیمان می‌شوند که تا پای مرگ کنار هم باشند. ماشین آنها توسط مأموران محاصره می‌شود، اما آنها به طرف دریا می‌گریزند.